# Illy Ferenc
Francesco Illy, születéskori nevén Illy Ferenc (Temesvár, 1892. október 7. – Trieszt, 1956. október 22.) magyar származású trieszti üzletember, könyvelő, feltaláló, az olasz presszókávé atyja.

## Élete
Édesapja, Illy János magyar nemzetiségű asztalos volt, édesanyja, Rössler Aloisia német nemzetiségű. Temesváron nőtt fel. A helyi józsefvárosi katolikus templomban keresztelték meg. A Temesvári Piarista Gimnáziumban végezte az általános iskolát, 1904-ben fejezte be a szakiskolát. 

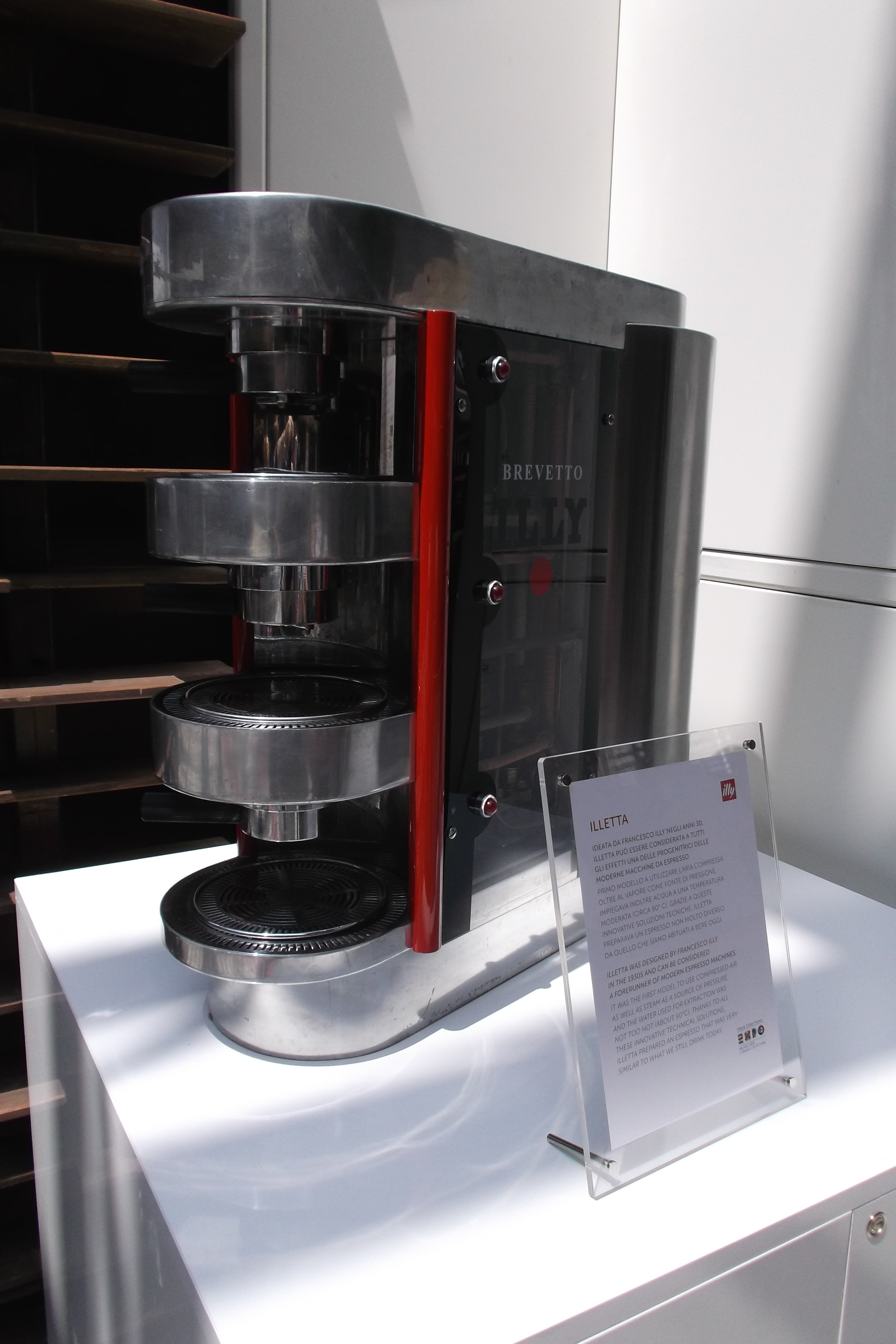
Az Illetta kávégép

Az Illy logója

22 évesen besorozták az osztrák–magyar hadseregbe, 1914-től harcolt az első világháború több frontján, többek között a kraśniki és az isonzói csatában. A háború után Triesztben maradt, ahol megnősült: feleségül vette a német–ír gyökerekkel rendelkező olasz zongoratanárnőt, Vittoriát, akinek tőle két gyermeke született: Ernesto és Hedda. Itt kakaó- és kávékereskedéssel, -pörköléssel foglalkozó cégeknél dolgozott. Innen eredt az ötlete: feltalálta a frissen pörkölt kávé vákuum (légmentes) csomagolást, amire speciális fémdobozokat használt. Így a kávét nem a kliens előtt kellett pörkölni, az ily módon csomagolt (pressurization) kávé hosszabb távon megőrizte aromáját és illatát. Illy Ferenc módszerének titka az volt, hogy nagy nyomás alatt a kávéban levő oxigént nitrogénnel helyettesítette, így a frissen pörkölt kávé eredeti állapotában konzerválódott, ui. az aromák nem oxidálódtak.
1933-ban Illy megalapította az Illycaffèt, majd 1935-ben Illetta névvel levédte találmányát, a világ első automata eszpresszó kávégépét, amely egy forró gőzzel működő kávéautomata volt. Az Illetta a mai korszerű presszógépek elődjének tekinthető, mellyel a méltán híres olasz presszókávét készítik. A mai napig is harmadik generációs leszármazottainak kezében van az Illy cég. 1956-ban az olaszországi Triesztben hunyt el.
A vállalkozást fia, Ernesto Illy élelmiszerkémikus vitte tovább, aki a második világháború utáni időszakban vezetőként dolgozott az Illycaffènál. Egész életét a kávé és az eszpresszó tudományos kutatásának szentelte. Felhalmozott tudását nemzetközi tudományos szervezetekben, publikációkban osztotta meg. Az ő kezdeményezésére hozta létre az Illy az Universitá del Caffét (Kávéegyetem) is.

## Emlékezete
2013-ban posztumusz Temesvár díszpolgára lett. Emlékként a józsefvárosi víztornyot akarták kávézónak átalakítani és elnevezni róla.